# Rainer Troppa
Rainer Troppa (Kolkwitz, 1958. augusztus 2. – 2023. szeptember 8. vagy előtte) keletnémet válogatott német labdarúgó, hátvéd.

## Pályafutása

### Klubcsapatban
1975–76-ban az Energie Cottbus, 1976 és 1989 között a BFC Dynamo labdarúgója volt. A berlini csapattal sorozatban kilenc keletnémet bajnoki címet nyert.

### A válogatottban
1981 és 1984 között 17 alkalommal szerepelt a keletnémet válogatottban.

## Sikerei, díjai
BFC Dynamo
- Keletnémet bajnokság (Oberliga)
  - bajnok (9): 1978–79, 1979–80, 1980–81, 1981–82, 1982–83, 1983–84, 1984–85, 1985–86, 1986–87